# Mogpog
Mogpog é um município de  terceira classe de renda municipal (d) na província Marinduque, nas Filipinas. De acordo com o censo de 1 de maio  de  2020 possui uma população de 34 516 pessoas e 9 048 domicílios.